# Ośmiościan potrójny

Ośmiościan potrójny

Ośmiościan potrójny jest wielościanem dualnym do wielościanu Archimedesowego lub inaczej wielościanem Catalana. Dualny do niego jest sześcian ścięty.
Można go sobie wyobrażać jako ośmiościan z doklejonymi do każdej ściany ostrosłupem trójkątnym; jest to więc wielościan gwiaździsty zbudowany na ośmiościanie.
Ten wielościan wypukły ma strukturę podobną do wielościanu wklęsłego stella octangula. Obie figury mają 36 krawędzi, 14 wierzchołków i 24 ściany będące trójkątami równoramiennymi (równobocznymi w przypadku stella octangula), lecz ich wierzchołki znajdują się w różnych odległościach od środka.
Figura ta jest także nazywana małym ośmiościanem potrójnym, dla odróżnienia od wielkiego ośmiościanu potrójnego, dualnego do stellowanego sześcianu ściętego.
Jeżeli jego krótsze krawędzie mają długość 1, to jego pole powierzchni jest równe {\displaystyle 3{\sqrt {7+4{\sqrt {2}}}},} a objętość {\displaystyle {\frac {1}{2}}(3+2{\sqrt {2}}).}

## Związki z kulturą
- Ośmiościan potrójny występuje jako ważny element w fabule powieści fantasy Hugh Cooka The Wishstone and the Wonderworkers z serii Chronicles of an Age of Darkness.